# Issen
Issen  (in arabo اسن‎?) è un centro abitato e comune rurale del Marocco situato nella provincia di Taroudant, regione di Souss-Massa. Conta una popolazione di 12 119 abitanti (censimento 2014).